# Pizzo Cefalone
Le Pizzo Cefalone est une montagne des Apennins culminant à 2 533 m. Située dans les Abruzzes (province de L'Aquila), elle fait partie du massif du Gran Sasso.
La paroi de la montagne commence à l'altitude de 1 100 m. Elle est recouverte de hêtres jusqu'à 1 600 m - 1 700 m, puis de rochers jusqu'au sommet où se trouvent deux croix en fer.
Du sommet, s'offre un panorama à 360°. Il est possible d'admirer les monts de la Laga, le Monte Corvo, le Pizzo d'Intermesoli, la Corno Grande, La Maiella, le mont Sirente ou encore le mont Terminillo.

## Histoire
C'est dans cette montagne que se trouvent deux petites grottes habitées par l'ermite Franc d'Assergi dans l'une desquelles il mourut.